# Bangko Makmur
Bangko Makmur is een bestuurslaag in het regentschap Rokan Hilir van de provincie Riau, Indonesië. Bangko Makmur telt 668 inwoners (volkstelling 2010).